# William Juxon
William Juxon (Chichester, West Sussex, 1582 - Lambeth, Surrey, 4 juni 1663) was een Engels anglicaans geestelijke. Hij was van 1633 tot 1646 bisschop van Londen en van 1660 tot zijn dood aartsbisschop van Canterbury. Daarnaast was hij een vertrouweling van koning Karel I van Engeland en staatsman.

## Biografie
Juxon studeerde rechten aan St. John's College, Oxford en werd in 1606 tot diaken gewijd en in 1607 tot priester gewijd. Hij was als geestelijke verbonden aan verschillende parochies. In 1621 volgde hij zijn vriend William Laud op als president van St. John's College en van 1626 tot 1627 was hij vicekanselier van de Universiteit van Oxford. Vervolgens was hij deken van de Kathedraal van Worcester (1627) en in 1633 werd hij bisschop van Londen. Hij werd daarmee de opvolger van Laud, die aartsbisschop van Canterbury werd. Een jaar daarvoor werd hij als geestelijke toegevoegd aan de hofhouding van koning Karel I. De koning benoemde hem in 1636 tot groot-schatbewaarder (Lord High Treasurer) en hoofd van de Admiraliteit (First Lord of the Admiralty). Hij bekleedde deze functies tot respectievelijk 1641 en 1638. 
Tijdens de Engelse burgeroorlog (1642-1651) stond hij aan de zijde der royalisten (Cavaliers) en de koning won met regelmaat zijn advies in. De koning koos Juxon om hem te begeleiden naar zijn plaats van executie waar hij de koning voorzag van de laatste riten (1649).
Met de afschaffing van het episcopale stelsel in 1646 kwam er een einde aan het episcopaat van Juxon. Hij trok zich uit het publieke leven terug op zijn landgoed in Little Compton.
Bij het herstel van de monarchie in 1660 werd Juxon op voorspraak van koning Karel II tot aartsbisschop van Canterbury gekozen. In die hoedanigheid speelde hij een belangrijke rol tijdens de kroning van Karel II. Zijn gezondheidstoestand verslechterde echter spoedig daarna en hij overleed in 1663 op ruim tachtigjarige leeftijd.

## Verwijzingen
- Bibliothèque nationale de France: cb12063383r (data)
- Gemeinsame Normdatei: 134153154
- International Standard Name Identifier: 0000 0000 2636 4014
- Library of Congress Control Number: n84016553
- Nationale Bibliotheek van Israël: 987007460376305171
- SNAC: w6hh70xd
- Système universitaire de documentation: 028892275
- Virtual International Authority File: 18433840
- WorldCat: E39PBJgMFFtH9TWDdfY46tv4MP